# Gimegolts
Gimegolts este o arie protejată (arie specială de conservare — SAC, sit de importanță comunitară — SCI) din Suedia întinsă pe o suprafață de 19,2 ha, integral pe uscat.

## Localizare
Centrul sitului Gimegolts este situat la coordonatele 65°34′57″N 17°44′47″E / 65.5824°N 17.7463°E.

## Înființare
Situl Gimegolts a fost declarat sit de importanță comunitară în decembrie 1995 pentru a proteja 1 specie de plante. Situl a fost protejat și ca arie specială de conservare în martie 2011.

## Biodiversitate
Situată în ecoregiunea boreală, aria protejată conține 4 habitate naturale: Mlaștini împădurite, Mlaștini turboase de tranziție și turbării mișcătoare, Taiga vestică, Pante stâncoase silicioase cu vegetație casmofită.
La baza desemnării sitului se află o specie protejată de  plante: Ranunculus lapponicus.